# Joe Flacco
Joseph Vincent Flacco (Audubon, 16 januari 1985) is een Amerikaans Americanfootballspeler voor de Indianapolis Colts (NFL). Flacco won in 2013 de Super Bowl.